# Josephoartigasia
Josephoartigasia (лат.) — вымерший род южноамериканских грызунов, живших с раннего по поздний плиоцен. Название — в честь Хосе Хервасио Артигаса, национального героя Уругвая, где были найдены фоссилии Josephoartigasia. К этому роду относились крупнейшие из известных науке вымерших грызунов: достигавшая размеров бизона Josephoartigasia monesi и более мелкая Josephoartigasia magna. Эти звери занимали в Южной Америке экологическую нишу крупных травоядных в те времена, когда этот континент был изолирован от Северной Америки. Обнаружен был в 2008 году, и то только его череп (без нижней челюсти). 
По размерам грызун был размером с бизона и весил вероятно 500 кг или 1,2 т. Питался возможно мягкими фруктами и водорослями из-за нетвёрдых зубов. Жил в водно-болотистых местностях.